# 黄埔军校同学会
黄埔军校同学会，是由中华人民共和国民政部许可、经中共中央批准创建于1984年6月16日的团体，总部設於中國北京。首任黄埔军校同学会会长是十大元帅之一的徐向前。

## 沿革

### 成立
1926年，在中山艦事件發生後，校長蔣中正向中國國民黨黨中央提出建議，除了清除國軍幹部中的中共黨員外，成立了黃埔陸軍軍官學校同學會，以增進黃埔軍校畢業生之間的感情，並清除中共在黃埔軍校中的影響力。所有黃埔軍校同學會的成員，需忠于國民黨，奉行三民主義，絕對服從蔣校長領導，嚴格禁止從事共產主義的宣傳，違者以叛逆罪嫌懲處。
在抗日戰爭期間，1939年，因黃埔軍校內查禁中共書籍，引發東北籍軍校生發動學潮，學生選出鄭新潮等兩名代表，面見蔣中正，要求停止剿共，一致抗日，但未被接受。在鄭新潮畢業後，經由高崇民、于毅夫引見，鄭新潮與其他五名畢業生，投奔陕甘宁边区內的延安，由毛澤東和朱德接見。在座談中，鄭新潮提出建立黃埔同學會延安分會建議，經毛澤東允許，由賀龍負責推動。
1941年，國民黨軍官陳宏謨至延安擔任聯絡官，也向郭化若提出建立黃埔同學會建議。經郭化若向毛澤東提議後，正式建立黄埔同学会延安分会，由徐向前擔任首任分會會長，名義上隸屬於黃埔同學會西安分會之下，接受重慶總會指導，但實際上為獨立運作組織。每年都召开黄埔同学聚会联谊活动，动员宣传一致抗战，吸引黄埔校友到延安参加抗战。。
1942年至1945年，延安進行整風運動，黃埔同學會延安分會中多名成員被指稱是國民黨特務，遭到整肅。此後黃埔同學會延安分會活動停止。

### 复设
在中華人民共和國成立後，一直到文革結束前，黃埔軍校同學會並沒有恢復運作，原屬中華民國國軍的黃埔軍校畢業軍官，多數成為戰犯，接受勞動改造。1975年，第四届全国人民代表大会常务委员会第二次會議決議釋放因國共內戰被關押的政治犯，在遼寧撫順戰犯管理所中監視的296名戰犯被特赦，回到家鄉，其中多數為黃埔軍校畢業的中華民國國軍軍官。其中，如胡靖安等黃埔將官，在獲釋後，獲得中華人民共和國的公職，用來作為對台灣及海外的統戰宣傳。
1979年，筹办过延安黄埔同学会的郑新潮手抄30多份《关于成立中国黄埔同学会的建议》前往北京，花费5年时间，找到徐向前、叶剑英、聂荣臻等黄埔老校友提交《关于成立中国黄埔同学会的建议》。
1984年初，宋希濂、蔡文治、李默庵和在美探亲的侯镜如共同发起成立“旅美黄埔军校同学及其亲属促进中国统一筹备委员会”，并发表《黄埔同学及其家属联谊会宣言》呼吁：“国家第一，民族第一，统一至上，建国至上，切盼全体军校同学及其家属奋发参加促进中国统一运动。” 在美期间，侯镜如向邓小平之女邓榕介绍了黄埔同学及家属促进统一会的成立情况和意义，希望她回北京后，向邓小平报告，取得他的支持。
1984年6月14日，黄埔军校同学会在北京成立，黄埔一期生徐向前任会长，程子华、侯镜如、郑洞国、宋希濂、李默庵任副会长，聂荣臻、许德珩任顾问，黄维、文强为理事。當時郝柏村當時曾在日記中批評這是中共統戰手段，黃埔子弟不會被騙。
1985年初，在国内黄埔同学比较集中的沈阳、西安、上海、南京和黄埔军校旧址所在地广州五市成立地区性黄埔军校同学会。
1987年10月14日，台湾開放往来大陆探亲后几天，徐向前以黄埔同学会会长的身份在《人民日报》上发表谈话，表示“天下黄埔是一家”。邀请黄埔校友前往大陆寻根祭祖，探亲访友。1988年，黄埔同学会扩展至全国。1998年，中国和平统一促进会成立後，黃埔軍校同學會會長經常也兼任中國和平統一促進會的職務。1990年，徐向前與聶榮臻再度發表春節談話，鼓吹黃埔師生一同促進中國統一，希望進一步打破台灣的三不政策。
各地黄埔同学会成立后以群众团体的名义经常参加全国政协的活动，统战部有时也单独召集黄埔同学们活动，主要目的是和台湾的黄埔同学沟通。1990年，台灣退休將領鄧文儀訪問中國，分別獲得徐向前與鄧小平接見。鄧文儀向鄧小平提出，在中國各省份建立黃埔同學會的分會據點，用以聯合台灣與海外的黃埔校友，共同推動國共第三次合作，以完成中國統一，此提議獲得鄧小平同意。1991年，鄧文儀在台灣籌組了中華黃埔四海同心會。同年，率中華黃埔四海同心會謁陵訪問團出訪中國大陆，於1991年4月10日獲得江澤民接見。此後，台灣退役黃埔將領經常性組團至中國大陆參訪，與黃埔同學會進行會談，自1994年開始，經中華文化發展促進會協助接待。
2010年，許歷農領導的新同盟會發起中山黃埔兩岸情論壇，首屆在台灣台北市舉辦。後成為常態性活動，自第二屆開始，黃埔軍校同學會皆參與主辦，為主辦單位。
2014年，為慶祝黃埔建軍九十週年，黃埔軍校同學會邀請台灣退役將領組團至貴州參訪，包括夏瀛洲與王文燮、羅文山等人皆出席。6月17日，夏瀛洲等退役將領，再度組團至中國北京，參加由中共中央統戰部主持的黃埔座談會，與俞正聲進行會談。之後轉往廣州參與相關紀念活動。
2024年，纪念黄埔军校建校100周年暨黄埔军校同学会成立40周年座谈会在北京召开，习近平致贺信，王沪宁出席并讲话。

## 宗旨与任务
该会主要宗旨是：发扬黄埔精神，联络同学感情，促进祖国统一，致力振兴中华 。
黄埔军校同学会主要任务是：宣传和平统一、一国两制的对台方针政策，团结祖国大陆的黄埔同学，联络台湾、港澳和海外的黄埔同学和黄埔组织，弘扬爱国革命的黄埔精神，发挥桥梁和纽带作用，为促进两岸交流交往，推进祖国和平统一事业和中华民族的繁荣进步做出应有的贡献。

## 机构设置
根据有关规定，黄埔军校同学会总部设置下列机构：

### 内设机构
- 办公室
- 研究室
- 宣传部
- 人事部
- 台港澳联络部
- 海外联络部
- 理事工作部
- 刊物编辑部

### 主管社会团体
地方组织
- 广西黄埔军校同学会
- 贵州省黄埔军校同学会
- 海南省黄埔军校同学会
- 湖南省黄埔军校同学会
- 山东省黄埔军校同学会
- 江西省黄埔军校同学会
- 浙江省黄埔军校同学会
- 上海市黄埔军校同学会
- 山西省黄埔军校同学会

## 歷任领导

### 歷任會長
| 任屆 | 任期                  | 姓名   | 學歷       |
| ---- | --------------------- | ------ | ---------- |
| 1    | 1984年6月-1989年12月  | 徐向前 | 黃埔一期   |
| 2    | 1989年12月-1994年10月 | 侯鏡如 | 黃埔一期   |
| 3    | 1997年11月-2001年10月 | 李默庵 | 黃埔一期   |
| 4    | 2003年10月-2008年10月 | 李運昌 | 黃埔四期   |
| 5    | 2009年6月-            | 林上元 | 黃埔十八期 |

### 其他领导
以下人士曾任副會長，包括鄭洞國(黃埔一期)，宋希濂(黃埔一期)，程元(黃埔十八期)，覃異之(黃埔二期)，郭汝瑰(黃埔五期)，趙子立(黃埔六期)，楊蔭東(黃埔十六期)，莫文驊(黃埔五期)，張伯權(黃埔七期)，丁家駿(外語班)，林上元(黃埔十八期)，沈策(黃埔六期)，黎原(黃埔十一期)，賈克(黃埔十期)，田申(黃埔十六期)，刘全国（黄埔十九期），唐格森(黃埔二十三期)，賴堅(海校九期)。
以下人士曾任顧問，聶榮臻(教官)，許德珩(教官)，程子華(黃埔五期)，郭化若(黃埔四期)，閻揆要(黃埔一期)，胡立教(武漢軍官訓練團)。

## 機關刊物
1988年，在辛旗協助下，創立《黃埔》，作為機關刊物。

## 外部連結
- 官方網站 （页面存档备份，存于）